# Stefan van der Lei
Stefan van der Lei, född 5 mars 1993 i Groningen, är en nederländsk fotbollsmålvakt som spelar för FC Emmen.

## Karriär
I juli 2018 värvades van der Lei av Dalkurd FF, där han skrev på ett kontrakt över resten av säsongen. van der Lei gjorde allsvensk debut den 23 juli 2018 i en 4–1-förlust mot Hammarby IF. Efter säsongen 2018 lämnade han klubben.